# Ievguénia Dobrovólskaia
Ievguénia Vladímirovna Dobrovólskaia (en rus, Евге́ния Влади́мировна Доброво́льская; 26 de desembre de 1964 - 10 de gener de 2025) va ser una actriu soviètica i russa de teatre i cinema. Va ser nomenada Artista del Poble de la Federació Russa (2005), i guardonada amb el premi Nika (2001) i el premi Àguila d'Or (2007).

## Primers anys i carrera
Dobrovólskaia va néixer a Moscou el 26 de desembre de 1964.
El 1987 es va graduar a l'Institut Rus d'Art Teatral, on va tenir de professors Liudmila Kassàtkina i Serguei Kólossov. El 1991 va ser admesa al Teatre d'Art Anton Txèkhov. A partir de 2004, va actuar en diverses obres de teatre produïdes per Kiril Serébrennikov.
Va debutar al cinema el 1983 a la pel·lícula de Pàvel Txukhrai Kletka dlia kanareek. El 2014 va participar en una campanya publicitària de l'empresa de roba interior absorbent, Depend.

## Malaltia i mort
A la tardor del 2023, se li va diagnosticar una forma agressiva de càncer d'estómac amb metàstasis subcutània i cerebral. Es va sotmetre a sis tractaments de quimioteràpia i un d'immunoteràpia cel·lular, però la malaltia va progressar a finals del 2024. El 4 de desembre de 2024, va ingressar al centre de cures pal·liatives de Moscou a causa de complicacions de càncer. El 10 de gener de 2025, Dobrovólskaia va morir a 60 anys. La cerimònia de comiat va tenir lloc al Teatre d'Art de Moscou el 14 de gener. Va ser enterrada al cementiri de Troiekúrovskoie.